# Przemysław I Noszak

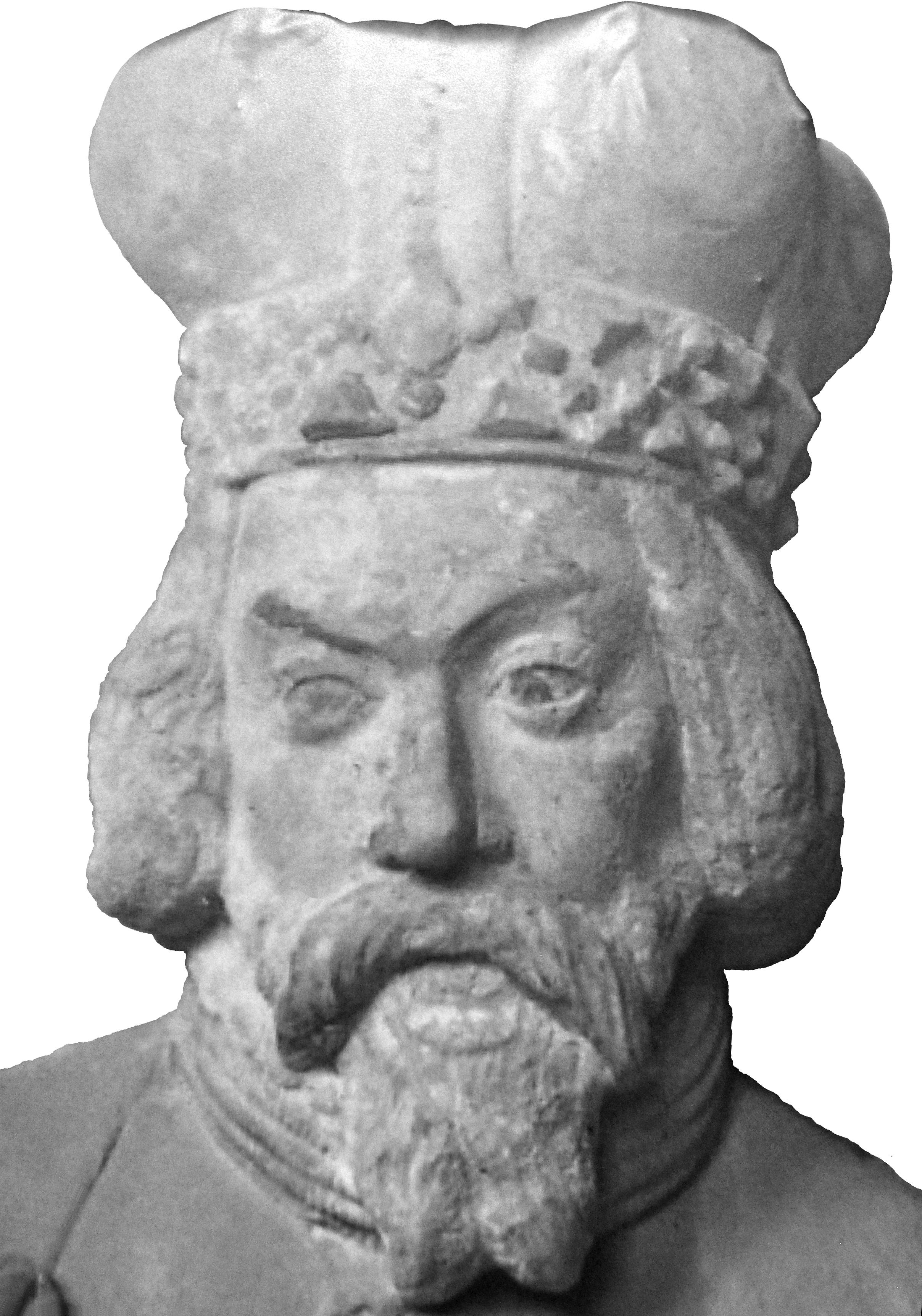
Tumba nagrobna Przemysława I Noszaka.

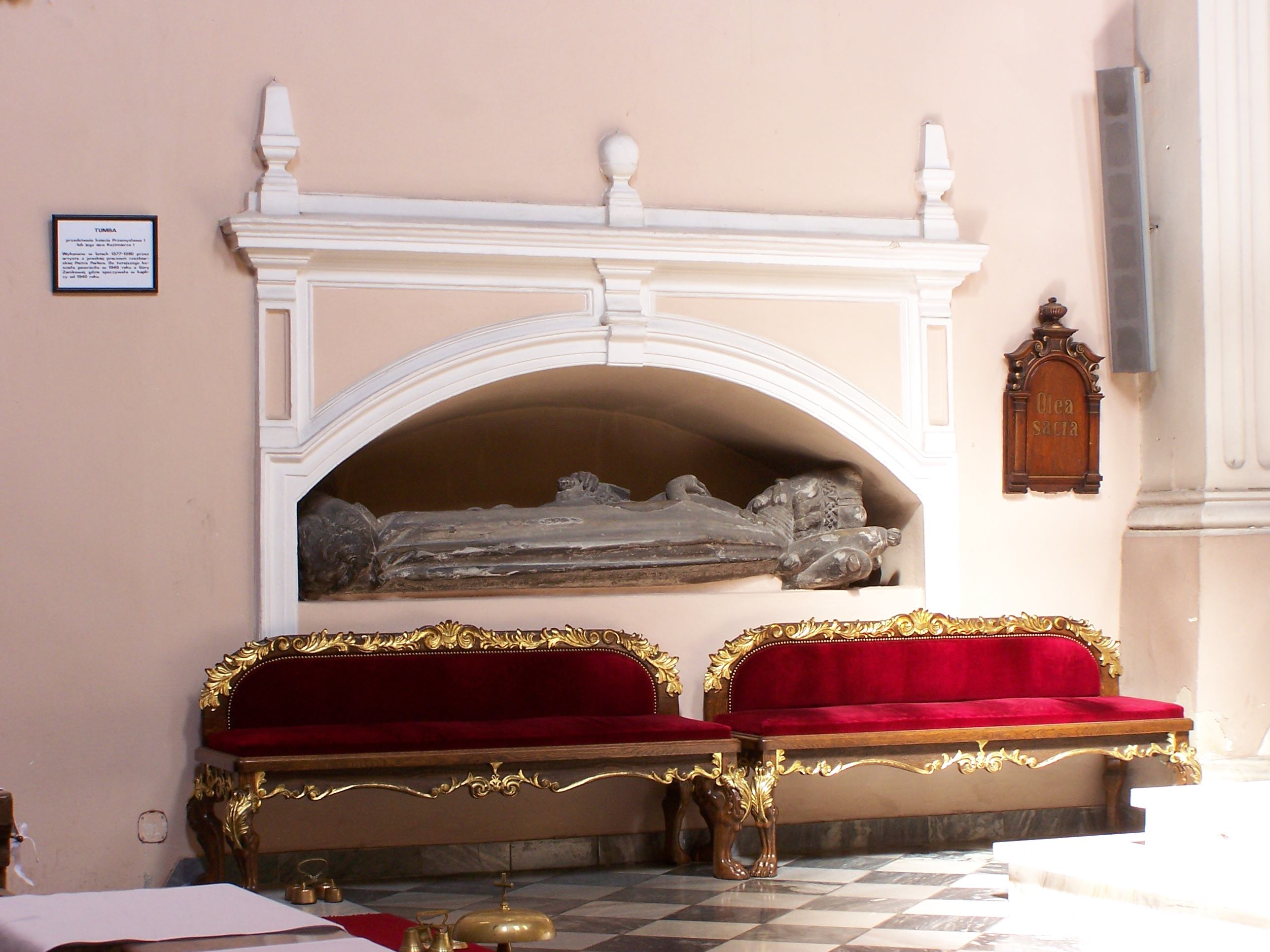
Tumba księcia Przemysława I lub jego ojca Kazimierza I w kościele św. Marii Magdaleny w Cieszynie.

Przemysław I Noszak (Cieszyński) (ur. między 1332 a 1336, zm. 23 maja 1410 w Cieszynie) – książę cieszyński, bytomski i siewierski od 1358, w latach 1359–1368 i od 1405 strata Siewierza, od 1369 strata północnej części księstwa bytomskiego, a od 1405 reszty, 1378–1382 w Żorach, od 1384 połowa Głogowa i Ścinawy (bez okresu 1404–1406), 1397–1401 w Oleśnie, od 1385 w Strzelinie, 1401–1405 w Toszku, dyplomata, wikariusz Rzeszy.

## Życiorys

### Rodzina, data urodzin
Przemysław był trzecim pod względem starszeństwa synem księcia Kazimierza I Cieszyńskiego i księżnej Eufemii mazowieckiej. Uważany jest za najwybitniejszego władcę Księstwa Cieszyńskiego. Nie wiadomo kiedy się dokładnie urodził, z ustaleń profesora Kazimierza Jasińskiego wynika jednak, że musiało to nastąpić pomiędzy 1332 a 1336. Początkowo wydawało się, że Przemysław nie ma większych szans na objęcie schedy po ojcu, jednak w związku z wcześniejszą śmiercią starszych braci Władysława i Bolesława został głównym następcą Kazimierza I.

### Początki kariery politycznej
Od 1355 angażował się w życie polityczne na dworze cesarza Karola IV, gdzie rok później otrzymał stanowisko sędziego nadwornego po zmarłym bracie Władysławie. Po śmierci ojca w 1358 objął tron cieszyński, nie przerywając swojej kariery dyplomatycznej.
Około 1360 ożenił się z Elżbietą, córką księcia kozielsko-bytomskiego Bolesława, co dało mu dodatkowe prawa do odziedziczonej jeszcze przez Kazimierza I w 1357, po Piastach bytomsko-kozielskich, połowy księstwa. Podział jednolitego dotąd księstwa bytomskiego dokonany pomiędzy książętami oleśnickimi a Przemysłem, został potwierdzony ostatecznie w 1359. Książę cieszyński został wtedy opiekunem córek Bolesława bytomskiego Eufemii i Bolki, które też miały się zrzec z tego tytułu wszelkich pretensji do spadku po ojcu, dzięki czemu książę cieszyński mógł przejąć całość spadku po Bolesławie (z wyjątkiem Koźla, w którym utrzymali się książęta oleśniccy). Niestety nabytek bytomski nie okazał się trwały.
Przemysław szybko stał się najważniejszą postacią na praskim dworze, a cesarz Karol IV powierzał mu coraz liczniejsze, nieraz bardzo trudne, zadania. W 1361 doprowadził do zawarcia układu pomiędzy Pragą a margrabią brandenburskim Karolem V i uczestniczył w przejęciu przez Karola IV spadku po Ludwiku Wittelsbachu. Strzegł też interesów cesarza w Brandenburgii. Powodzeniem zakończyła się podjęta przez Przemysława próba rozbicia sojuszu pomiędzy królem węgierskim Ludwikiem Wielkim Andegaweńskim i książętami niemieckimi. O pozycji księcia cieszyńskiego świadczy fakt, że uczestniczył on w słynnym zjeździe europejskich władców w karczmie u Wierzynka w Krakowie.

### Działalność w krajach europejskich
W 1380 cieszyński książę rozpoczął wielką karierę polityczną o wymiarach ogólnoeuropejskich. W Paryżu próbował utrzymać zagrożony sojusz czesko-francuski, a następnie udał się do Anglii, gdzie prowadził rokowania w sprawie małżeństwa córki Karola IV, Anny, z angielskim królem Ryszardem II. W nagrodę za pomyślne załatwienie sprawy otrzymał od Ryszarda II coroczne uposażenie w wysokości 500 funtów. Wziął też udział w paryskich rokowaniach pokojowych pomiędzy Anglią i Francją, które od niemal stu lat toczyły ze sobą wojnę. Przy okazji doprowadził do poprawy stosunków króla Francji z Wacławem IV, który przejął po ojcu czeską koronę. Wacław IV, noszący tytuł króla rzymskiego, mianował Przemysława wikariuszem na kraje niemieckie. Zadaniem księcia była pacyfikacja napiętej atmosfery w Rzeszy. Udało mu się doprowadzić walczące strony do rozejmu w Heidelbergu, a następnie do pokoju w Koblencji. Przemysław Noszak pośredniczył też w sporze Związku Miast z książętami niemieckimi w 1389 oraz w rokowaniach dotyczących ustalenia granicy pomiędzy Czechami a Miśnią.
W 1386 podczas nieobecności króla Wacława IV w Pradze Przemysław dostąpił zaszczytu pełnienia funkcji gubernatora Czech, chwilowo sprawując władzę w całym Królestwie. Jednak szlachta czeska nie zgadzała się na tak wysoką pozycję śląskiego księcia w Czechach, w związku z czym wkrótce doprowadziła do zastąpienia go w radzie królewskiej przez księcia opawsko-raciborskiego z rodu Przemyślidów. Zrodziło to konflikt pomiędzy Księstwem Cieszyńskim a Księstwem Opawskim, który o mały włos nie doprowadził do wojny. Kulminacyjnym punktem tego konfliktu było zamordowanie w 1406 najstarszego syna Przemysława Noszaka, również Przemysława, który powracał z Gliwic do Cieszyna i w okolicach Rybnika został napadnięty przez Marcina Chrzana, działającego z polecenia księcia opawskiego Jana II. Spór zakończyło podpisanie 7 listopada 1407 pokoju w Żorach.
W międzyczasie Przemysław Noszak został jednym z przywódców Związku Śląskiego, który powstał z inicjatywy śląskich książąt, mieszczaństwa i szlachty w trosce o zapewnienie pokoju na terenie całego Śląska, należącego wtedy do coraz mniej stabilnego Królestwa Czech. W ramach tej działalności cieszyński książę doprowadził do zawarcia 12 czerwca 1397 układu z królem Polski Władysławem Jagiełłą o współpracy przygranicznej w zwalczaniu rozbójnictwa. Przemysław zyskał przy tym zaufanie polskiego króla, który wyraził zgodę na przekazanie cieszyńskiemu księciu w zastaw ziemi lublinieckiej i oleskiej przez wojewodę krakowskiego (w ziemi tej utrzymał się książę cieszyński do 1401). Noszak wziął też udział w pertraktacjach polsko-krzyżackich w 1410, które zakończyły się jednak niepowodzeniem.

### Ostatnie lata
Po 1378 książę coraz mocniej zaczął się uskarżać na doskwierającą mu podagrę. Choroba w końcu doprowadziła energicznego księcia do całkowitego niedowładu nóg, tak że Przemysław był zmuszony korzystać z pomocy lektyki. Stąd też wziął się przydomek księcia cieszyńskiego: Noszak. Postępująca choroba zmusiła Przemysława w 1396 do rezygnacji z wpływu na politykę królestwa czeskiego.
Za panowania księcia Przemysława znacznie poszerzyły się granice posiadłości Piastów cieszyńskich. Odziedziczył po ojcu księstwo cieszyńskie i księstwo siewierskie (zakupione przez jego ojca Kazimierza w 1337 r. od Władysława II księcia bytomskiego. Zostało ono następnie sprzedane w 1359 za 2300 grzywien księciu świdnickiemu Bolkowi II. Do Cieszyna wróciło parę lat po bezpotomnej śmierci Bolka (1368), ok. 1372 r.) oraz połowę księstwa kozielsko-bytomskiego. O to ostatnie stoczył w latach 1355-1369 ostry spór z Konradem II, który zakończył się ponownym podziałem tych ziem i utrzymaniem się Przemysława w południowej części księstwa.
W latach 1378–1382 udało mu się przejąć część księstwa raciborskiego z Żorami. Wreszcie dzięki poparciu króla Wacława IV znalazł się w 1384 w posiadaniu części księstwa głogowskiego wraz z połową Głogowa i Ścinawy, a następnie (w 1385) odkupił od księcia ziębickiego Bolka III Strzelin. Noszak wszedł też w posiadanie księstwa oświęcimsko-zatorskiego, na które ekspektatywę nadał mu w 1372 sam cesarz Karol IV - Przemysław był bowiem najbliższym krewnym książąt oświęcimskich, a po bezpotomnej śmierci kuzyna, Jana III, w 1405 nabył prawa do tych ziem.
W 1404 Przemysław Noszak wyznaczył dla swojego dorastającego syna noszącego jego imię księstwo głogowsko-ścinawskie. Rok później do władztwa tego dołączył również odziedziczony po Janie III - Oświęcim i Zator, oraz kupione w 1401 księstwo toszeckie. Stan ten utrzymał się do śmierci syna w dniu 1 stycznia 1406, wtedy też Głogów i Ścinawę przyłączył na powrót do swojego władztwa, zaś księstwo oświęcimskie i toszeckie wydzielił kolejnemu synowi Bolesławowi, jako tymczasową dzielnicę. 
Do mniejszych nabytków należy zakup dzierżawy morawskiego Mistka z kilkoma okolicznym wsiami naprzeciw Frydka.
Książę Przemysław I Noszak zmarł 23 maja 1410 w Cieszynie, pozostawiając książęcą koronę jedynemu ocalałemu synowi - księciu Bolesławowi, oraz małoletniemu wnukowi (synowi Przemysława Oświęcimskiego) Kazimierzowi I. Z małżeństwa z Elżbietą Bytomską pozostawił również dwie córki: Annę, wydaną za mąż za księcia lubińskiego Henryka IX oraz Małgorzatę, która jako dwórka Anny Luksemburskiej, królowej Anglii, poślubiła Szymona Felbrigga, angielskiego barona. Został pochowany w kościele dominikanów w Cieszynie.

## Fundacje
- Kościół św. Stanisława w Bielsku-Białej